# Comida China
Comida China fue un supergrupo de rock y pop argentino surgido en 1982 en Buenos Aires. Por él pasaron varios de los más importantes músicos del pop, el rock y la new wave argentinos de la generación de los años '80, como Daniel Melingo, Miguel Zavaleta, Fabiana Cantilo, Hilda Lizarazu y Zorrito Von Quintiero.
El nombre "Comida China", debe su nombre a Rafael Bini que alrededor del año 1982 armó esta banda para interpretar las canciones y letras que él mismo componía. La banda paso por diferentes formaciones, que integraron músicos de primer nivel y se mantuvo tocando hasta 1986. Pasaron por esta banda: Rinaldo Rafanelli, Fabiana Cantilo, Andrés Calamaro, Willy Crook, María Rosa Yorio, Miguel Zavaleta, Hilda Lizarazu.
Con una formación más estable editaron su primer y único disco en 1985 con el nombre de Laberinto de pasiones, producido por Rafael Bini y Camilo Iezzi.
La banda se separó en 1987. Tras esto, Rafael Bini se dedicó al periodismo, la literatura y en la  actualidad conduce de un programa de radio, en Buenos Aires.

## Laberinto de pasiones
Lado A
| N.º | Título                    | Duración |  |
| 1.  | «Sueño en blanco y negro» | 03:07    |  |
| 2.  | «Estrella de fuego»       | 03:09    |  |
| 3.  | «N.P es B.»               | 03:19    |  |
| 4.  | «Shiva»                   | 03:42    |  |
| 5.  | «Romano por un día»       | 04:17    |  |
| 6.  | «Película italiana»       | 03:39    |  |

Lado A
| N.º | Título                     | Duración |  |
| 1.  | «Rock del litigio Austral» | 01:47    |  |
| 2.  | «No llores en el ascensor» | 02:52    |  |
| 3.  | «Sexo opuesto»             | 02:10    |  |
| 4.  | «Laberinto de pasiones»    | 04:41    |  |
| 5.  | «Ex disidente»             | 04:04    |  |
| 6.  | «Buby»                     | 03:44    |  |